# Academia Dominicana de Genealogía
La Academia Dominicana de Genealogía y Heráldica es una Organización No Gubernamental dedicada al estudio, investigación y difusión de la genealogía, la heráldica y la historia familiar en la República Dominicana. Fue incorporada mediante el decreto presidencial No. 708-04 del 30 de julio de 2004. Su propósito es contribuir al conocimiento histórico mediante el análisis de linajes, escudos de armas y documentación relacionada con familias dominicanas, así como promover la educación y la preservación del patrimonio documental.
Esta academia opera como una entidad privada sin fines lucrativos, de carácter académico y cultural, con miembros investigadores, historiadores, genealogistas y colaboradores nacionales e internacionales. Su labor incluye publicaciones especializadas, asesorías técnicas, organización de eventos culturales y la custodia de archivos y bibliografía relevantes para sus áreas de estudio. Su Sede principal se encuentra en Santo Domingo.

## Historia
La Academia Dominicana de Genealogía y Heráldica fue fundada el 27 de febrero de 2004 y posteriormente incorporada el 30 de julio del mismo año en Santo Domingo. Su creación se debió a un grupo de historiadores y estudiosos dominicanos con el objetivo de sistematizar y profundizar el conocimiento sobre genealogía y heráldica en la República Dominicana. La institución se estableció como respuesta a la necesidad de un organismo que velara por el rigor académico en las ciencias auxiliares de la historia.
Desde su inicio, uno de los objetivos de la academia ha sido la investigación de las genealogías de familias dominicanas, con énfasis en aquellas que tuvieron roles en la historia nacional. Este trabajo ha implicado el estudio de archivos parroquiales, civiles y notariales, así como la recopilación de información oral y documental.
En heráldica, los estudios se han enfocado en la identificación, descripción y conservación de los escudos de armas utilizados por familias, instituciones y municipios de la República Dominicana. La evolución del simbolismo heráldico y su aplicación en el contexto nacional también ha sido objeto de investigación, lo que ha contribuido al conocimiento general de esta disciplina en el país.
La academia ha mantenido vínculos de colaboración con entidades internacionales como la Confederación Internacional de Genealogía y Heráldica (CIGH), lo que ha permitido la participación de sus miembros en congresos, simposios y redes de intercambio académico. Estos lazos han fortalecido su proyección fuera del país y han facilitado la integración del trabajo local en discusiones globales sobre genealogía y heráldica.